# Pont Chateaubriand
Le pont Chateaubriand  est un pont en arc qui supporte la RN 176 permettant de relier la ville de Plouër-sur-Rance (Côtes-d'Armor) à celle de La Ville-ès-Nonais (Ille-et-Vilaine) au-dessus de la Rance en Bretagne.
Le pont est le point d'étranglement de la RN 176 qui relie l'Ille-et-Vilaine aux Côtes-d'Armor, il appartient à la seule portion de 3.5 km en 2x1 voies. La RN 176 est un axe en 2x2 voies, utilisée par beaucoup de touristes, notamment de région parisienne, mais aussi par de nombreux poids-lourds, et elle fait le lien entre les pays de Dinan et de Saint-Malo, qui sont très proches. Elle permet aussi aux Malouins de relier le reste de la Bretagne. Pour ces raisons, des travaux pour le doublement des voies du pont Chateaubriand envisagés initialement en 2020 sont prévus à partir de 2024,. Plusieurs scénarios ont été envisagés, et c'est finalement le doublement avec un élargissement du pont existant qui a été retenu.

## Construction

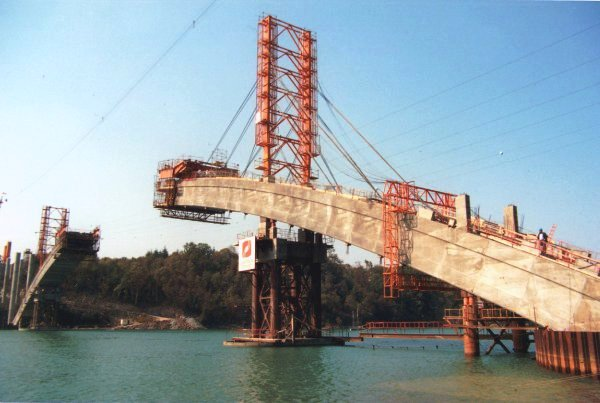
Le pont en construction.

La nécessité d'un pont a été envisagée par le SETRA (Service d'études sur les transports, les routes et leurs aménagements). Le pont Chateaubriand est construit en béton hautes performances de classe C60, en porte-à-faux avec des haubans. La partie en acier a été confiée à la Compagnie Française d'Entreprises Métalliques, aujourd'hui propriété d'Eiffage.